# Antillocladius skartveiti
Antillocladius skartveiti är en tvåvingeart som beskrevs av Andersen och Contreras-ramos 1999. Antillocladius skartveiti ingår i släktet Antillocladius och familjen fjädermyggor. Inga underarter finns listade i Catalogue of Life.